# Zablaće (miasto Šabac)
Zablaće (cyr. Заблаће) – wieś w Serbii, w okręgu maczwańskim, w mieście Šabac. W 2011 roku liczyła 564 mieszkańców.